# Michael Berry
Sir Michael Victor Berry (* 14. března 1941) je britský matematický fyzik z University of Bristol v Anglii.
Je znám díky Berryho fázi, což je jev pozorovaný v kvantové mechanice a optice. Specializuje se na semiklasickou fyziku (asymptotická fyzika, kvantový chaos) aplikovanou na vlnové jevy v kvantové mechanice a dalších oblastech, například optice. Působí také na ústavu kvantové chemie na Chapman University v Kalifornii.

## Kariéra
Jeho otec byl taxikářem v Londýně. Bakalářský titul získal z University of Exeter, doktorát potom na Univerzita v St Andrews. Celou svoji vědeckou kariéru strávil na univerzitě v Bristolu, od roku 1978 jako profesor fyziky.

## Ocenění
Berry je držitelem celé řady ocenění. Nejprestižnější z nich je Wolfova cena za fyziku, kterou získal v roce 1998. Dále obdržel mimo jiné Lorentzovu medaili roku 2014. V roce 2000 obdržel rovněž Ig Nobelovu cenu za výzkum fyziky levitujících žab. Spolu s ním cenu získal také Andre Geim, k roku 2016 jediný držitel Ig Nobelovy ceny i skutečné Nobelovy ceny.
V roce 1982 byl zvolen členem Královské společnosti. Roku 1996 byl povýšen do šlechtického stavu.